# NGC 6467
NGC 6467 est une galaxie spirale située dans la constellation d'Hercule. Sa vitesse par rapport au fond diffus cosmologique est de 2 967 ± 5 km/s, ce qui correspond à une distance de Hubble de 43,8 ± 3,1 Mpc (∼143 millions d'al). NGC 6467 a été découverte par l'astronome allemand Albert Marth en 1864.
NGC 6467 présente une large raie HI.
En raison d'une brillance de surface égale à 14,21 mag/am2, on peut qualifier NGC 6467 de galaxie à faible brillance de surface (LSB en anglais pour low surface brightness). Les galaxies LSB sont des galaxies diffuses (D) avec une brillance de surface inférieure de moins d'une magnitude à celle du ciel nocturne ambiant.
À ce jour, trois mesures non basées sur le décalage vers le rouge (redshift) donnent une distance de 40,500 ± 8,146 Mpc (∼132 millions d'al), ce qui est à l'intérieur des valeurs de la distance de Hubble.
- Note : toutes les sources consultées[6],[7],[8],[9],[10] sauf le professeur Seligman et Wolfgang Steinicke indiques que NGC 6467 et NGC 6468 sont une seule et même galaxie. Selon Steinicke et Seligman, NGC 6468 serait plutôt la galaxie IC 1268.

## Groupe de 6500
NGC 6467 fait partie du groupe de NGC 6500. Ce groupe de galaxies compte au moins six membres. Les cinq autres galaxies du groupe sont NGC 6500, NGC 6501, UGC 10966 (NGC 6430), UGC 11037 et UGC 11044.